# Trattato sulla messa al bando parziale degli esperimenti nucleari
Il trattato sulla messa al bando parziale degli esperimenti nucleari (in inglese: Partial Test Ban Treaty; abbreviato in PTBT e conosciuto anche come LTBT, Limited Test Ban Treaty) è un trattato internazionale sulla messa al bando parziale degli esperimenti nucleari, firmato a Mosca nel 1963. Il suo nome completo è "trattato per il bando degli esperimenti di armi nucleari nell'atmosfera, nello spazio cosmico e negli spazi subacquei", ovvero Treaty Banning Nuclear Weapon Tests in the Atmosphere, in Outer Space, and Under Water.

## Storia
Il trattato nasce dalla diffusione sempre più ampia dei test nucleari, esplosioni di prova effettuate dalle superpotenze per sviluppare nuovi progetti di armi atomiche e nucleari. In una prima fase, dal 1945 all'inizio del 1960, questi test vennero effettuati negli ambienti e con le modalità più disparate, facendo sorgere ampia preoccupazione per le possibilità di contaminazione radioattiva dell'ambiente.
Le esplosioni, inoltre, con l'avvento delle armi termonucleari, diventavano sempre più potenti: dai circa 22 chilotoni dell'esplosione di Hiroshima si era passati a più di 50 megatoni, dell'ordigno russo RDS-220, noto con l'appellativo di Bomba Zar, fatto detonare, in atmosfera, il 30 ottobre 1961. L'Unione Sovietica e gli Stati Uniti d'America, infatti, per ragioni sia tecniche che strategiche, si erano lanciati in una corsa ad armi sempre più potenti.

La "crisi dei missili di Cuba" fu però l'evento cruciale che spinse Kennedy e Chruščёv a riprendere le trattative per la limitazione degli armamenti nucleari interrotte nel 1961. Dopo una serie di moratorie più o meno unilaterali, il trattato venne negoziato tra USA, Regno Unito e URSS a Mosca a partire dal 15 luglio 1963 e venne firmato il 5 agosto 1963. Al trattato mancavano due firmatari importanti: Francia e Cina, che infatti continuarono ad effettuare esperimenti nucleari nell'atmosfera fino al 1974 (Francia) e al 1980 (Cina).

I Paesi firmatari del Partial Test Ban Treaty
Firmato e ratificato
Subentrato o succeduto
Solo firmato
Non firmato

     Firmato e ratificato
     Subentrato o succeduto
     Solo firmato
     Non firmato

## Effetti del trattato
Il trattato ha confinato gli esperimenti nucleari nel sottosuolo, raggiungendo così un primo obiettivo importante: diminuire gli effetti degli esperimenti nucleari sulle popolazioni umane e sull'ambiente. Ma questo non è il suo solo effetto importante.
Innanzitutto, è il primo accordo importante tra USA e URSS sul controllo degli armamenti. La compresenza tra tentazioni di supremazia e negoziazione sarà poi caratteristica di tutta la cosiddetta guerra fredda.
Secondo, ha reso più difficile ad altri Stati accedere alla tecnologia dell'arma nucleare in quanto la sperimentazione sotterranea è intrinsecamente più difficile da realizzare che all'aperto. Per questo motivo è anche stato accusato di servire a preservare la posizione di supremazia delle superpotenze, critica che è stata mossa anche al trattato di non proliferazione nucleare.

## Perché un bandolimitato
La possibilità di negoziare un bando totale si scontrava con forti resistenze. Il problema principale, dal quale tutti gli altri derivavano, era l'assenza di un clima di fiducia tra le due superpotenze. Era appena passata la crisi dei missili di Cuba (ottobre 1962), ed entrambe le parti rimanevano estremamente diffidenti, sebbene fossero rimaste terrorizzate da quell'esperienza.
In particolare l'URSS, allora governata da Nikita Chruščёv, si opponeva (e si sarebbe opposta in futuro) decisamente a qualsiasi accordo che prevedesse ispezioni in loco finalizzate alla verifica dell'adempimento agli accordi internazionali "perché avrebbero favorito lo spionaggio". Nell'occasione, Chruščёv trattò le assicurazioni americane del contrario come "a cat saying it would eat the mice but not the bacon in a room" (un gatto che diceva che avrebbe mangiato i topi ma non la pancetta in una stanza).
Inoltre lo scopo principale dei test nucleari era lo sviluppo di nuovi progetti di armi: l'URSS, in questo campo, era in ritardo nei confronti degli USA e un bando generalizzato dei test avrebbe congelato questa situazione.
La limitazione del bando agli esperimenti nucleari condotti fuori dal sottosuolo rispondeva quindi a due ragioni: impedire agli USA di "ficcare il naso" sul territorio sovietico e continuare a testare nuovi modelli di arma nucleare, mantenendo la speranza di raggiungere il livello tecnologico dell'arsenale statunitense. Dalla parte USA, un bando limitato era meglio di niente, anche se il presidente Kennedy aveva dato mandato al capo delegazione Averell Harriman di negoziare "the most comprehensive nuclear test ban treaty possible" ("il trattato di messa al bando degli esperimenti nucleari più completo possibile").